# Phare d'Eierland
Le phare d'Eierland est un phare situé au nord d'Eierland sur l'île de Texel, province de Hollande-Septentrionale aux Pays-Bas.
Il est géré par le Rijkswaterstaat , l'organisation nationale de l'eau des Pays-Bas.
Il est classé monument national en 1982 par l'Agence du patrimoine culturel des Pays-Bas .

## Histoire
La construction du phare commença en 1863 par l'architecte Quirinus Harder, il est construit sur une dune de plus de 20 mètres de haut. À sa construction, il était à plus de 3 km de la côte. Il est équipé d'une lentille de Fresnel
Lors de l'insurrection géorgienne de Texel, en avril 1945, il a subi de lourds dégâts et a été réparé par la construction d'un nouveau mur autour du phare. Il a été restauré en 1948
Depuis 2009 le phare est géré par le musée Vuurtoren Texel . Six des huit étages sont ouverts tous les jours de mars à novembre et pendant les vacances. En hiver, la tour est ouverte le mercredi et le week-end.

## Description
Ce phare  est une tour circulaire en maçonnerie, avec une double galerie et une lanterne de 35 m. La tour est peinte en rouge et la haute lanterne est blanche. Il émet, à une hauteur focale de 53 m, deux brefs éclats blancs de 0.2 seconde par période de 10 secondes. Sa portée est de 29 milles nautiques (environ 54 km) et son intensité lumineuse est de 2.850.000 candelas.
Identifiant : ARLHS : NET-024 ; NL-264 -Amirauté : B0886 - NGA : 114-9960.

## Caractéristique dufeu maritime
Fréquence : 10 secondes (W-W)
- Lumière : 0.2 seconde
- Obscurité : 2.3 secondes
- Lumière : 0.2 seconde
- Obscurité : 7.3 secondes

## Galerie

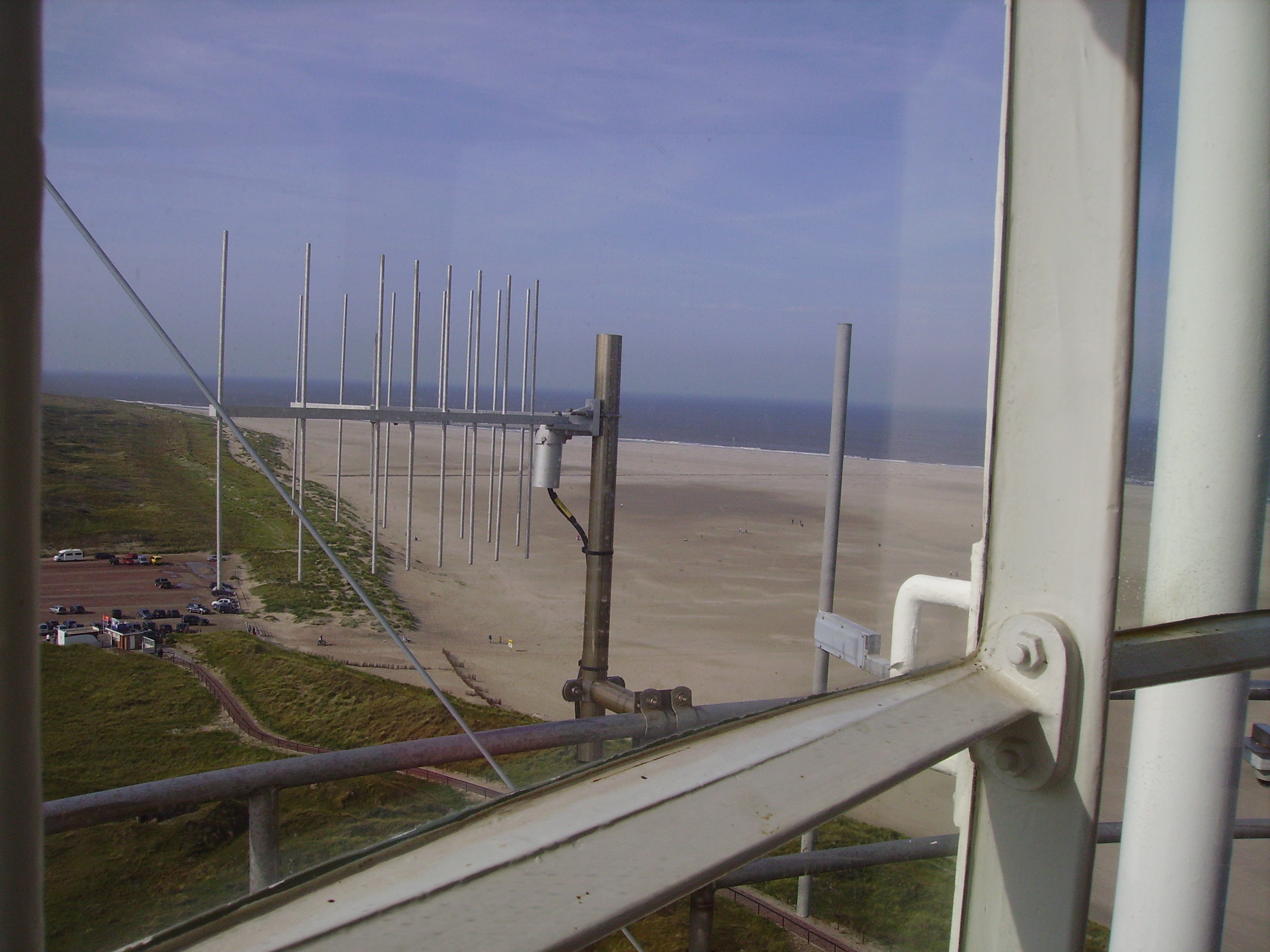
Vue vers l'ouest
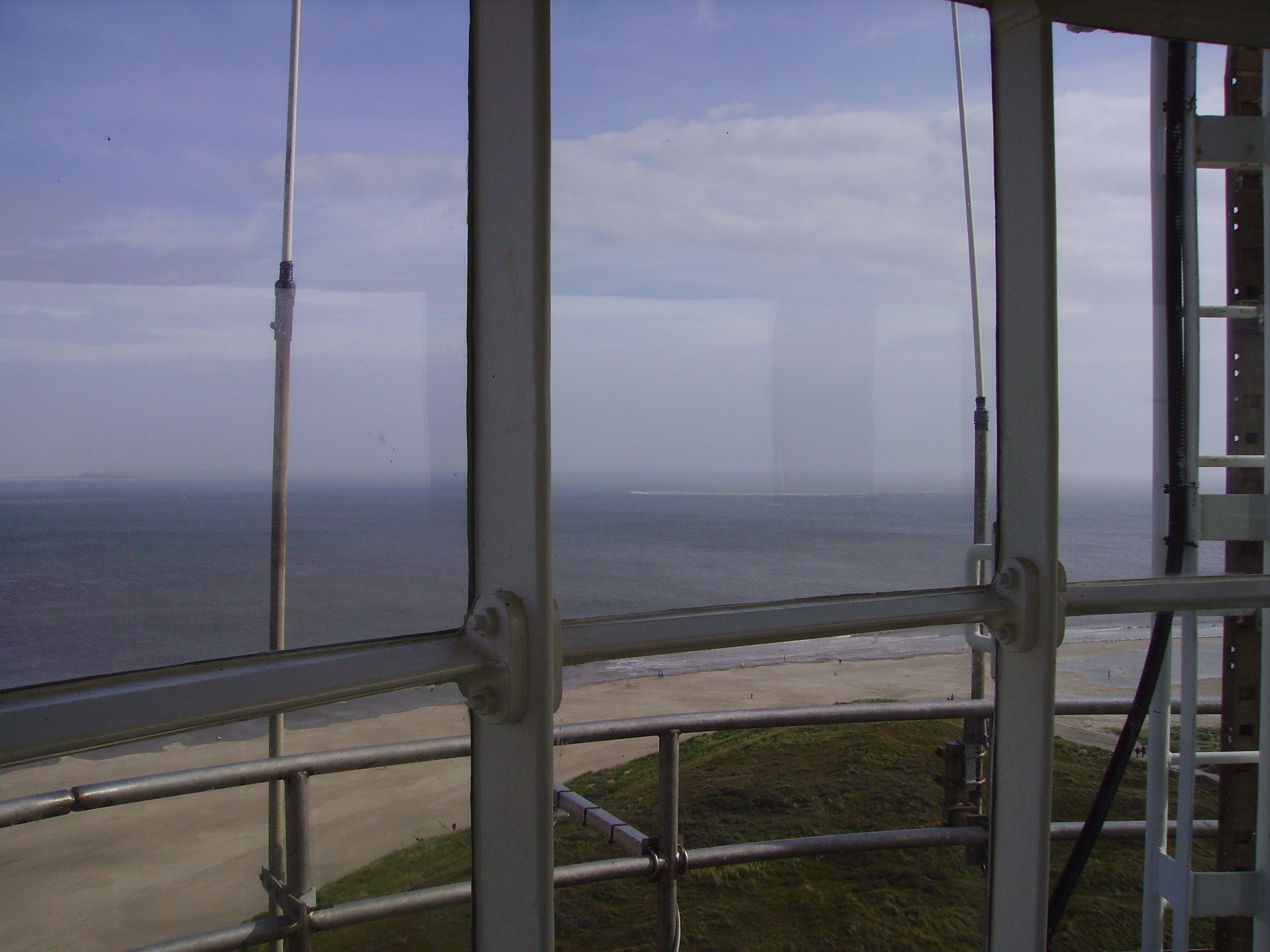
Vue vers l'est
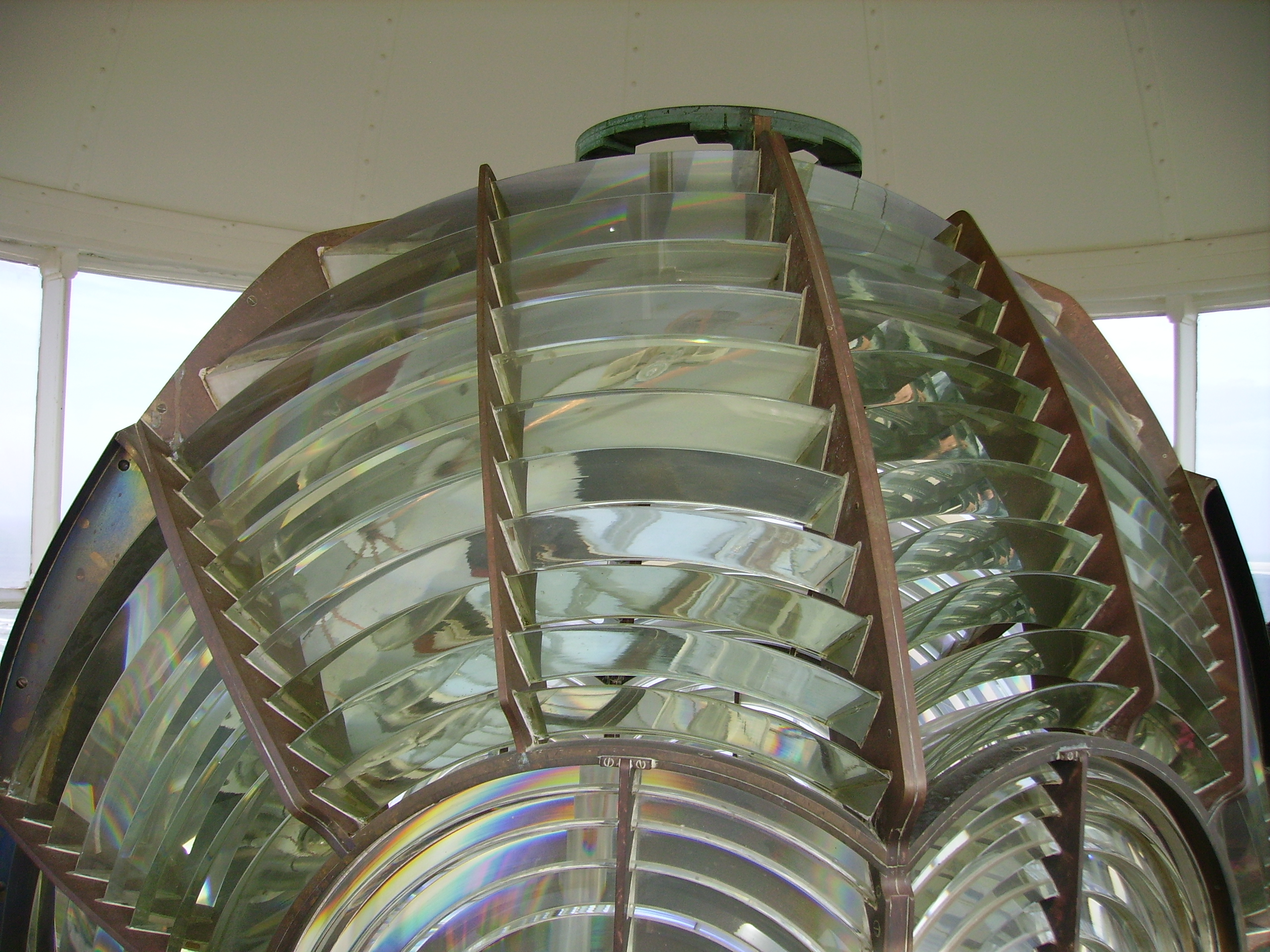
La lentille
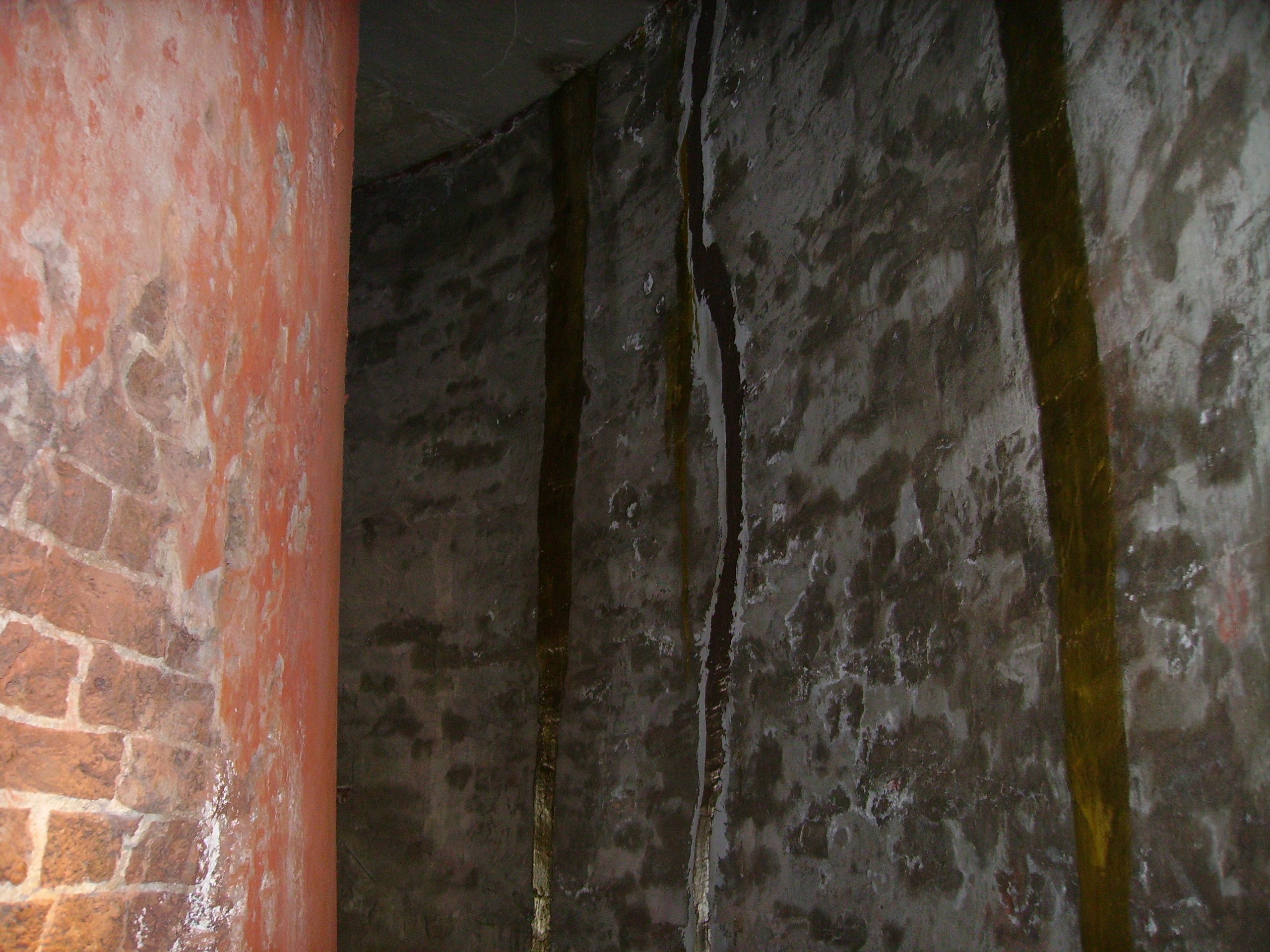
L'espace entre le vieux phare et l'enceinte actuelle.

### Lien connexe
- Liste des phares des Pays-Bas